# Lygniodes reducens
Lygniodes reducens är en fjärilsart som beskrevs av Walker 1857. Lygniodes reducens ingår i släktet Lygniodes och familjen nattflyn. Inga underarter finns listade i Catalogue of Life.